# 依善地区

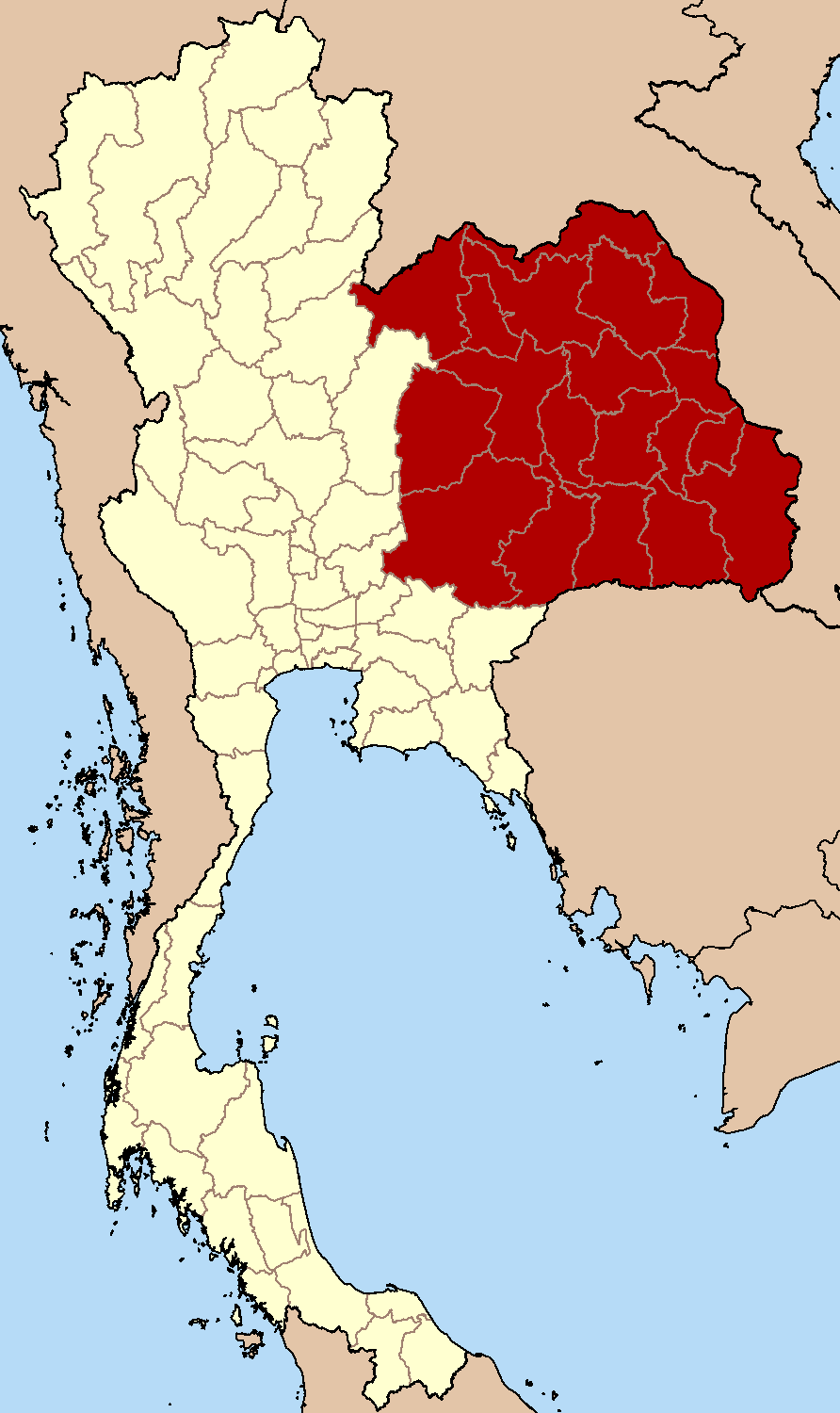
依善/伊森，位於泰國東北部地區

泰国將位於該國东北部的20个府统称为依善地区或伊森地区（意为“东北”），中文又有译为伊善地区或伊森地区。

## 历史
曾是南掌领土，19世纪被暹罗佔领。
1960年代至1970年代，中南半岛上爆发战争。由于依善人民长期以来在泰国处于贫困阶层，加上与泰国中部人民有文化和意识形态差异，常倍受污名化与歧视。有些人受共产主义思潮影响，主张跟随越南、老挝等邻国施行社会主义革命等目的。因而企图透过私运武器打游击和恐怖行动来达成目的。
为此泰国政府采用了很多办法，如在本地区大力推行泰化政策，兴办教育给予贫困家庭的孩童奖学金，並加强经济建设，最后渐渐化解了意识形态中的矛盾，在此地区风行了将近二十年的共产主义运动于1980年代中期消失。

## 人口

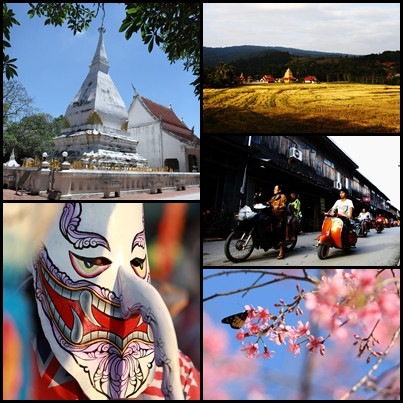
依善地区

依善地区人口约为2,300万，占泰王国总人口数的三分之一以上。
这里的人口组成与泰国中部略有不同，北伊善的主體族群為伊森人，伊森人同寮国的佬族有十分浓厚的亲缘关系，两地的語言文化相似，有许多共通的民谣曲，伊森人與老族的語言皆屬於泰語系，但泰國不承認伊森作為一個獨立民族。而南依善（武里南府、素林府、四色菊府）人则与柬埔寨人文化上較相近，多数人操屬於南亞語系的高棉话。
| 所屬語族  | 民族                            | 人口       |
| --------- | ------------------------------- | ---------- |
| 泰語系    | 伊森人                          | 13,000,000 |
| 泰語系    | 泰族                            | 800,000    |
| 泰語系    | 呵叻泰人                        | 600,000    |
| 泰語系    | Thai-Loei                       | 500,000    |
| 泰語系    | Phu Thai                        | 500,000    |
| 泰語系    | Nyaw                            | 500,000    |
| 泰語系    | Kaleung                         | 200,000    |
| 泰語系    | Yoy                             | 200,000    |
| 泰語系    | Phuan                           | 200,000    |
| 泰語系    | 老松人                          |            |
| 泰語系    | 總計                            | 16,103,000 |
| 南亞語系  | 北高棉人                        | 1,400,000  |
| 南亞語系  | Kuy / Kuay                      | 400,000    |
| 南亞語系  | So                              | 70,000     |
| 南亞語系  | Bru                             | 70,000     |
| 南亞語系  | 京族                            | 20,000     |
| 南亞語系  | Nyeu                            | 10,000     |
| 南亞語系  | Nyah Kur / Chao Bon / Khon Dong | 7,000      |
| 南亞語系  | Aheu people                     | 1,500      |
| 南亞語系  | 孟族                            | 1,000      |
| 南亞語系  | 總計                            | 1,909,000  |
| 其他/不明 |                                 | 3,288,000  |
| 總計      | 總計                            | 21,300,000 |

## 饮食
饮食的文化也与泰国其他地区不同，比如依善人最喜爱食用糯米，而其他地区的人则喜爱茉莉香米，菜式也普遍比中部的更加麻辣，还有将某些蔬菜不经煮熟即食用也是当地的民风。

## 经济
依善地区由于气候怪异，多年来风雨不调，洪、旱交替，加上人口增加过快，往往造成粮食紧缺，该地区是全泰国最贫困的地区。但是泰国王室一向十分重视该地区的脱贫问题，诗丽吉王后、诗琳通公主还经常亲临视察并指示地方官员努力为百姓寻找增收途径，政府近年也大力开展地区内各府间公路等基本设施建设。

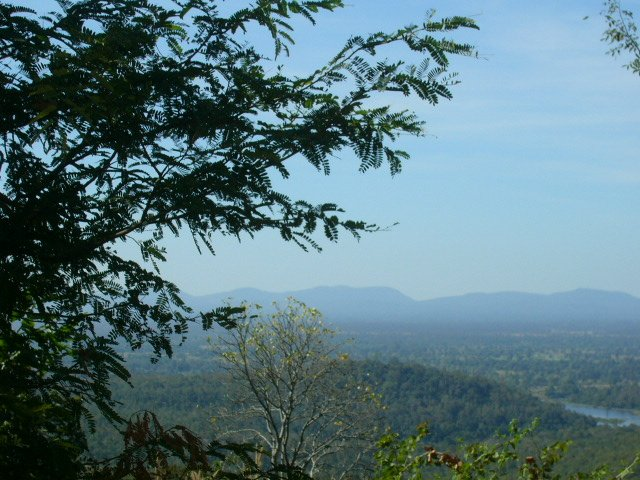
磐山山脉（Phu Phan）——依善地区的分水嶺

地區的經濟以農業為主，但產量偏低，與工業和服務業相對的重要性減少。大部分人口生活貧窮和教育程度低下。許多工人因貧窮而在國外或泰國其他地區尋找工作。 依善佔泰國總人口和面積的三分之一，但只生產國內生產總值的8.9％，經濟在1990年代每年增長6.2％。 1995年28％人口被歸類為貧困線以下，比例高於泰國中部的7％。2000年，人均收入僅26,317泰銖，遠低於曼谷的208,434泰銖。依善地區的農村和城市存在鴻溝，在1995年該國十大最貧窮的府份全部位於該地區，最貧窮的是四色菊府。然而大多數財富和投資集中在呵叻、烏汶叻差他尼、烏隆他尼和孔敬四大城市，這四個府份佔該地區總人口的40％。泰國政治環境相對不穩，也造成投資者的擔憂。

## 地理

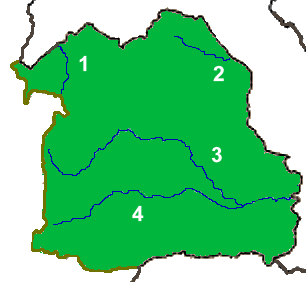
流经伊善地区的河流：

依善地区幅员为160,000平方公里/168855.47km²。该地区包含中部呵叻高原（Khorat Plateau）的全部，地区内有四条主要河流：黎河、松琴河、齐河和濛河（见右图）。而东南亚第一大河湄公河则构成了该地区的东部及北部与寮国之间边界。 
其实呵叻高原并不是单一的地理体制，而是由中部的磐山山脉（Phu Phan Mountains）将其一分为二。所以也有一些地理学者主张按地理将依善分为南依善地区和北依善地区（注：本文作者同意此分法并已使用标示于下文列表中）。南部蕴育了齐河和濛河这两大湄公河的支流，而北部则蕴育了两条比较小的支流：黎河和松琴河。
依善地区土壤多为带盐碱且疏松的沙质土。

1. 黎河─The Loei
2. 松琴河─The Songkhram
3. 齐河─The Chi
4. 濛河─The Mun

## 行政区划
1. 安納乍倫府 （南）
2. 武里南府 （南）
3. 猜也蓬府 （南）
4. 加拉信府 （北）
5. 孔敬府 （北）
6. 黎府 （北）
7. 馬哈沙拉堪府 （北）
8. 穆達漢府 （北）
9. 那空拍儂府 （北）
10. 那空叻差是玛府，俗称呵叻府 （南）
11. 農磨蘭普府 （北）
12. 廊開府 （北）
13. 黎逸府 （北）
14. 沙功那空府 （北）
15. 四色菊府 （南）
16. 素林府 （南）
17. 烏汶府 （南）
18. 烏隆府 （北）
19. 益梭通府 （南）
20. 汶干府 （北）